# Pseudostellaria borodinii
Pseudostellaria borodinii là loài thực vật có hoa thuộc họ Cẩm chướng. Loài này được Pax miêu tả khoa học đầu tiên.